# La Fosse aux lions (album)
Pour les articles homonymes, voir La Fosse aux lions (homonymie).
Albums de Kalash Criminel
Oyoki
(2017) Sélection naturelle
(2020)
Singles
1. Tête brûlée
Sortie : 17 septembre 2018
2. Sombre
Sortie : 12 octobre 2018
3. Encore
Sortie : 23 novembre 2018
4. La SACEM de Florent Pagny
Sortie : 17 décembre 2018
5. 47 AK (feat. Gradur)
Sortie : 25 janvier 2019
6. Fatality
Sortie : 3 mai 2019

La Fosse aux lions est le premier album studio du rappeur français Kalash Criminel, sorti le 23 novembre 2018. Il a été certifié disque d'or par le SNEP le 31 mai 2019.

## Genèse
Après deux mixtapes, R.A.S en 2016 et Oyoki en 2017, faisant figure d'échauffement, le premier album studio de Kalash Criminel est annoncé officieusement depuis 2017, le sevranais y faisant régulièrement allusion sur les réseaux sociaux.
Il annonce en personne la date de sortie du premier extrait Sombre (12 octobre 2018) lors du Planète Rap pour la promotion du projet 93 Empire sur Skyrock, le 3 octobre 2018.
Le projet est porté par trois singles : Tête brûlée, Sombre et Cougar gang.
Le 13 novembre, Kalash Criminel annonce que le morceau Cougar Gang, extrait sorti une semaine auparavant, a été retiré de l'album par Universal Music, distributeur du projet, à la suite d'une plainte de l'Élysée : le texte contient une référence au Président de la République.
La réédition de l'album a été dévoilée le 26 avril 2019.

## Clips vidéo
- Tête brûlée : 17 septembre 2018
- Sombre : 12 octobre 2018
- Cougar Gang : 9 novembre 2018
- Encore : 23 novembre 2018
- La SACEM de Florent Pagny : 17 décembre 2018
- 47 AK (feat. Gradur) : 25 janvier 2019
- Fatality : 3 mai 2019

## Liste des titres
| 1.      | La SACEM de Florent Pagny    | Kalash Criminel           | Doubtless                | 3:07 |
| 2.      | Ahou                         | Kalash Criminel           | Davy One, Davyna         | 3:11 |
| 3.      | Dans la fosse                | Kalash Criminel           | Nikel Kami               | 3:17 |
| 4.      | Aucun lien                   | Kalash Criminel           | HoloMobb, Boumidjal      | 2:57 |
| 5.      | Coltan                       | Kalash Criminel           | HoloMobb, Boumidjal      | 3:18 |
| 6.      | 47 AK (feat. Gradur)         | Kalash Criminel, Gradur   | HoloMobb, Boumidjal      | 3:54 |
| 7.      | Sombre                       | Kalash Criminel           | Double X, Boumidjal, 2K  | 3:28 |
| 8.      | À dix                        | Kalash Criminel           | PhilyAsap, Mi8           | 3:28 |
| 9.      | Ça va ma chérie              | Kalash Criminel           | Yung G                   | 3:16 |
| 10.     | Plus loin                    | Kalash Criminel           | Zay Costello, Kima Beats | 3:47 |
| 11.     | On fait la fête              | Kalash Criminel           | Twang Beats              | 3:41 |
| 12.     | Savage (feat. Soolking)      | Kalash Criminel, Soolking | Bad'm, Zeg P             | 2:49 |
| 13.     | Homicide volontaire          | Kalash Criminel           | HoloMobb, Boumidjal      | 3:02 |
| 14.     | Un jour de plus (feat. Vald) | Kalash Criminel, Vald     | Seezy                    | 2:45 |
| 15.     | Tête brûlée                  | Kalash Criminel           | Bass Tuner               | 4:12 |
| 16.     | Encore                       | Kalash Criminel           | HoloMobb, Boumidjal      | 3:08 |
| 17.     | Vrai (feat. Douma)           | Kalash Criminel, Douma    | Trill Mango              | 3:21 |
| 18.     | Avant que j'parte            | Kalash Criminel           | JXN Beats                | 4:19 |
| 1:01:00 |                              |                           |                          |      |

| Réédition | Réédition                                             | Réédition                                  | Réédition       | Réédition | Réédition | Réédition | Réédition | Réédition | Réédition |
| No        | Titre                                                 | Auteur                                     | Compositeur(s)  | Durée     |           |           |           |           |           |
| --------- | ----------------------------------------------------- | ------------------------------------------ | --------------- | --------- | --------- | --------- | --------- | --------- | --------- |
| 1.        | Fatality                                              | Kalash Criminel                            | Mi8, T-Desco    | 3:02      |           |           |           |           |           |
| 2.        | Dans la tête                                          | Kalash Criminel                            | Bazik Skrazzy   | 3:46      |           |           |           |           |           |
| 3.        | Certitude                                             | Kalash Criminel                            | Oster 4000      | 2:35      |           |           |           |           |           |
| 4.        | Ça va ma chérie [Remix] (feat. Naza, Black M & Douma) | Kalash Criminel, Naza, Black M, Douma      | Yung G, THESCAM | 4:10      |           |           |           |           |           |
| 5.        | Sale traître                                          | Kalash Criminel                            | Dysto           | 2:57      |           |           |           |           |           |
| 6.        | Nezo (feat. Kof-Kof, Havan R & Stilday)               | Kalash Criminel, Havan R, Kof-Kof, Stilday | Trill Mango     | 4:27      |           |           |           |           |           |
| 1:22:00   |                                                       |                                            |                 |           |           |           |           |           |           |

## Classements et certification

### Classements hebdomadaires
| Classements (2018-2019)      | Meilleure position |
| ---------------------------- | ------------------ |
| Belgique (Flandre Ultratop)  | 149                |
| Belgique (Wallonie Ultratop) | 28                 |
| France (SNEP)                | 7                  |
| Suisse (Schweizer Hitparade) | 44                 |
| Suisse (Charts Romandie)     | 29                 |

### Certification
| Région                                                                                                 | Certification | Ventes/Streams |
| --- | ------------- | -------------- |
| France (SNEP)                                                                                          | Or            | 50 000         |
| *Ventes selon la certification ^Mise en rayon selon la certification xNon précisé par la certification |               |                |